# Kurt Knaak
Kurt Knaak (* 8. April 1902 in Guben; † 29. September 1976 in Göttingen) war ein deutscher Lehrer und Jugendschriftsteller. Er veröffentlichte 165 Kinder- und Jugendbücher, die vor allem von Natur und Tieren handelten.

## Leben
Kurt Knaak ergriff den Lehrerberuf und veröffentlichte bereits vor 1930 erste Naturerzählungen in der Gubener Zeitung. Ende der 1930er Jahre erschienen bei Berliner Verlagen seine ersten Jugendbücher, die zunächst das Leben verschiedener Vogelarten aufgriffen. Nach dem Zweiten Weltkrieg lebte er in der Nähe von Göttingen und veröffentlichte eine große Zahl von Tier- und Jagdgeschichten.

## Werke (Auswahl)
- Grünhall. Im Lebenskreis den Bergwaldes. (1949)
- Feuerhelm. Das Leben eines Schwarzspechts. (1949)
- Im Lebenskreis eines Bergwaldes. (1949)
- Der heimliche Herrscher. Der Lebenskampf eines Edelmarders. (1950)
- Der schwarze Ritter. Ein Wildschweinleben. (1952)
- Troll, der Mordhirsch. (1955)
- Fide unser Dackel. (1957)
- Nickel Zapperlot. (1960)
- Lux, der Kriminalhund. (1964)
- Monika und ihr Reh. (1964)
- Der geheimnisvolle Waldsee (1964)
- Nächtliche Pirsch. (1966)
- Ajax, der Held vom Dachstein. (1966)
- Rehe sehen dich an. (1967)
- Besuch bei wilden Tieren. (1967)
- Gefährten des Försters. Unsere treuen Vierbeiner. (1968)
- Lynx, der unheimliche Herrscher. (1968)
- Flinke Gesellen im Forst – Begegnungen mit Eichhörnchen und Edelmardern. (1969)
- Brauner Blitz. (1970)
- Auf der Pirsch am See (1974) (Überarbeitung von "Der geheimnisvolle Waldsee / 1964)
- Salar, der Raublachs. (1975)